# Trasobares
Trasobares (aragónul Trasobars) község Spanyolországban,  Zaragoza tartományban. Trasobares Tierga, Oseja, Calcena, Talamantes és Tabuenca községekkel határos. Lakosainak száma 122 fő (2024).

## Népesség
A település népessége az utóbbi években az alábbiak szerint változott:
| Lakosok száma | 220  | 183  | 177  | 158  | 139  | 137  | 121  | 122  | 125  | 122  |
|               | 2001 | 2004 | 2007 | 2009 | 2012 | 2014 | 2017 | 2019 | 2022 | 2024 |